# Houseley Stevenson junior
Houseley Stevenson Jr. (* 25. Mai 1914 in Los Angeles, Kalifornien; † 13. August 1997 in Studio City, Kalifornien) war ein US-amerikanischer Schauspieler und Filmeditor.

## Leben
Stevenson Jr. wurde als Sohn des bekannten Theater- und Filmschauspielers Houseley Stevenson (1879–1953) geboren; seine älteren Brüder waren die Schauspieler Onslow Stevens und die Edward Stevenson. Wie sein Vater und sein Bruder schauspielerte Stevenson Jr. am Pasadena Playhouse.
In Hollywood hatte Stevenson Jr. kleinere Rollen in fünf Kinofilmen, außerdem spielte er mehrfach in Fernsehserien mit. Sein Kameradebüt als Schauspieler hatte er 1949 in der Fernsehserie Your Show Time. Kinorollen folgten in Auf des Schicksals Schneide (1950), All That I Have (1951), Die Stadt der tausend Gefahren (1952), Kampf der Welten (1953), Der Tolpatsch (1953) und Abbott und Costello als Gangsterschreck (1955). Er konnte sich allerdings nicht erfolgreich als Filmschauspieler etablieren und sein letzter Auftritt erfolgte bereits 1958 in der Fernsehserie How to Marry a Millionaire.
Ab den frühen 1960er-Jahren betätigte sich Stevenson Jr. in der Filmindustrie als post-production supervisor, er überwachte hiermit die Postproduktion von verschiedenen Filmen und Fernsehserien. Er verbrachte einige Jahre als Produktionsaufsicht für die Bing Crosby Productions, darunter für die The Big Crosby Show und die Erfolgsserie Ein Käfig voller Helden. Mitte der 1970er-Jahre wurde er Filmeditor und war für den Schnitt bei Filmen wie Der große Santini, Dobermänner – Zum Töten Abgerichtet und Final Chapter: Walking Tall verantwortlich. Auch in Fernsehserien war Stevenson Jr. als Filmeditor aktiv, so beispielsweise in Peter and Paul, The Invisible Woman und The Outlaws. Mitte der 1980er-Jahre zog er sich in den Ruhestand zurück.
Stevenson Jr. war mit seiner Frau Nina bis zu seinem Tod am 13. August 1997 verheiratet. Das Paar hatte zwei gemeinsame Töchter.